# Maria Fassnauer

Maria Fassnauer mit ihrer Schwester Rosa, um 1910

Maria Fassnauer, auch Maria Faßnauer, (* 28. Februar 1879 in Ridnaun; † 4. Dezember 1917 ebenda) war eine Frau mit überdurchschnittlicher Körpergröße und wurde als Tiroler Riesin bekannt.

## Leben
Maria Fassnauer wurde am 28. Februar 1879 als erstes von sechs Kindern am Staudnerhof, einem Bergbauernhof im Südtiroler Ridnauntal, geboren. Ihre Eltern waren Josef und Theresia Fassnauer. Moidl, wie sie auch genannt wurde, war bis zum dritten Lebensjahr ein normales Kleinkind, danach begann ihr starkes Wachstum. Ihre Geschwister und ihre Eltern waren alle von normalem Wuchs. Ihre genaue Körpergröße ist nicht bekannt. Verschiedene Quellen geben Werte zwischen 218 und 240 cm an. Dabei liegt die Vermutung nahe, dass es sich bei den hohen Werten um Übertreibungen handelt. Ihr Körpergewicht soll zwischen 170 und 200 kg gelegen haben.
Da ihre Familie in großer Armut lebte, ließen die Eltern sich nach einiger Zeit von einem findigen Schausteller überreden, ihre Maria auf Reisen zu schicken. Sie reiste zwischen 1906 und 1913 als Jahrmarktattraktion durch Österreich, Deutschland und England, wo die Menschen gegen Bezahlung die „größte Frau Europas“ betrachten durften. Dabei wurde ihre natürliche Größe durch Schuhe mit ca. zehn Zentimeter hohen Absätzen und hohe Hüte weiter erhöht. Viele Größenangaben stammen aus dieser Zeit, sind aber mit Vorsicht zu genießen, da die Manager der Riesin  absichtlich übertrieben, um das Publikum anzulocken. Als gesichert gilt heute eine Körpergröße von 227 cm.
Nachdem gesundheitliche Probleme und der beginnende Erste Weltkrieg weitere Reisen durch Europa unmöglich machten, verbrachte Maria Fassnauer ihre letzten Lebensjahre auf dem heimatlichen Hof in Ridnaun. Am 4. Dezember 1917 verstarb Maria Fassnauer im Alter von 38 Jahren an Wassersucht.